# Virbia endomelaena
Virbia endomelaena är en fjärilsart som beskrevs av Paul Dognin 1914. Virbia endomelaena ingår i släktet Virbia och familjen björnspinnare. Inga underarter finns listade i Catalogue of Life.